# David Malet Armstrong
David Malet Armstrong (nascut el 8 de juliol de 1926), és un filòsof australià. La filosofia d'Armstrong és àmpliament naturalista. El punt de vista d'Armstrong del coneixement és que les condicions del coneixement estan satisfetes quan es té una creença vertadera justificada que arriba a través d'un procés fiable, és a dir, la creença és causada per algun factor en el món extern (d'aquí el nom d'externalitat). Armstrong fa servir l'analogia d'un termòmetre: com un termòmetre pot reflectir els canvis de la temperatura del medi ambient que es troba, de la mateixa manera la creença d'un es forma de manera fiable. La connexió entre el coneixement i el món exterior, d'Armstrong, és una relació nomològica (és a dir, una llei de la relació de la natura). Aquí, la visió d'Armstrong és molt similar a la de Alvin Goldman i Robert Nozick El desenvolupament de la filosofia d'Armstrong ha estat fortament influenciat per John Anderson.

## Llibres principals
- Berkeley's Theory of Vision: A Critical Examination of Bishop Berkeley's Essay towards a New Theory of Vision. Melbourne: Melbourne University Press, 1960.
- Bodily Sensations. London: Routledge & K. Paul, 1962.
- Perception and the Physical World. London: Routledge & K. Paul, 1961. ISBN 0-7100-3603-5
- A Materialist Theory of the Mind. London: Routledge & K. Paul, 1968. ISBN 0-415-10031-3
- Belief, Truth and Knowledge. London: Cambridge University Press, 1973, ISBN 0-521-08706-6
- Universals and Scientific Realism. Cambridge: Cambridge University Press, 1978. ISBN 0-521-21741-5
- The Nature of Mind and Other Essays. Cornell University Press (1981). ISBN 0801413532
- What is a Law of Nature? Cambridge: Cambridge University Press, 1983. ISBN 0-521-25343-8
- A Combinatorial Theory of Possibility. Cambridge: Cambridge University Press, 1989. ISBN 0-521-37427-8
- Universals: An Opinionated Introduction. Boulder, CO: Westview Press, 1989. ISBN 0-8133-0772-4
- A World of States of Affairs. Cambridge: Cambridge University Press, 1997. ISBN 0-521-58064-1
- The Mind-Body Problem: An Opinionated Introduction. Boulder, CO: Westview Press, 1999. ISBN 0-8133-9056-7
- Truth and Truthmakers. Cambridge University Press, 2004. ISBN 0-521-83832-0
- Sketch for a Systematic Metaphysics. Oxford University Press, 2010. ISBN 0199590613